# Apodidymochelia castellata
Apodidymochelia castellata is een vlokreeftensoort uit de familie van de Didymocheliidae. De wetenschappelijke naam van de soort is voor het eerst geldig gepubliceerd in 1997 door Thurston.